# We choose to go to the Moon
« We choose to go to the Moon » (littéralement « Nous choisissons d'aller sur la Lune »), ou officiellement l'Address at Rice University on the Nation's Space Effort, est un discours du président des États-Unis John Fitzgerald Kennedy prononcé le 12 septembre 1962 à l'université Rice, à Houston, dans lequel il promet de voir un Américain poser le pied sur la Lune avant la fin des années 1960 dans le cadre du programme Apollo. Il y reprend et élargit l'idée exprimée un an plus tôt lors de son discours au Congrès.
Dans son discours, Kennedy qualifie l'espace de « nouvelle frontière », invoquant l'esprit pionnier qui dominait le folklore américain. Il imprègne le discours d'un sentiment d'urgence et de destin, soulignant la liberté dont disposent les Américains de choisir leur destin plutôt que de se le faire imposer. Bien qu'il appelle à la concurrence avec l'Union des républiques socialistes soviétiques (URSS) dans cette poursuite de la course à l'espace, il propose également de faire de l'alunissage un projet commun.
Le discours marque beaucoup les Américains, bien qu'à l'époque une inquiétude sur le coût et la valeur de cet effort soit présente. L'objectif de Kennedy est finalement atteint en juillet 1969 avec la réussite de la mission Apollo 11.

## Contexte
Lorsqu'il arrive au pouvoir en janvier 1961, le président américain John F. Kennedy est, comme son prédécesseur, peu enclin à donner des moyens importants au programme spatial. Les Américains ont le sentiment de perdre la course à l'espace face à l'Union des républiques socialistes soviétiques (URSS) qui a réussi à lancer le premier satellite artificiel, Spoutnik 1, quatre années plus tôt. Le lancement du premier homme dans l'espace par les Soviétiques — Youri Gagarine le 12 avril 1961 — le convainc néanmoins de la nécessité de disposer d'un programme spatial ambitieux pour récupérer le prestige international perdu. Quelques jours plus tard, l'échec du débarquement de la baie des Cochons, destiné à renverser le régime de Fidel Castro installé à Cuba, écorne un peu plus l'image des États-Unis auprès des autres nations et contribue également sans doute à son changement de position,.
John Kennedy demande à son vice-président, Lyndon B. Johnson, du fait de son rôle de président du National Aeronautics and Space Council (NASC), de lui désigner un objectif qui permettrait aux États-Unis de reprendre le leadership à l'Union soviétique. Parmi les pistes évoquées figurent la création d'un laboratoire dans l'espace et un simple survol lunaire. Le vice-président, qui est un ardent partisan du programme spatial, lui répond que la recherche et l'industrie américaines ont la capacité d'envoyer une mission habitée sur la Lune et lui recommande de retenir cet objectif. L'administrateur de la NASA, James E. Webb, confirme qu'il s'agit de la meilleure option car les autres ont une plus forte probabilité d'être réussies par les Soviétiques avant. Néanmoins, un alunissage est aussi l'option la plus chère : Webb estime qu'il faut 22 milliards de dollars pour atteindre cet objectif d'ici 1970. Dans sa réflexion, Johnson consulte également le principal ingénieur de développement des fusées américaines, Wernher von Braun, des chefs militaires comme Bernard Adolph Schriever, et les capitaines d'industrie Frank Stanton de Columbia Broadcasting System (CBS), Donald C. Cook (en) d'American Electric Power et George R. Brown de Brown & Root (futur KBR).

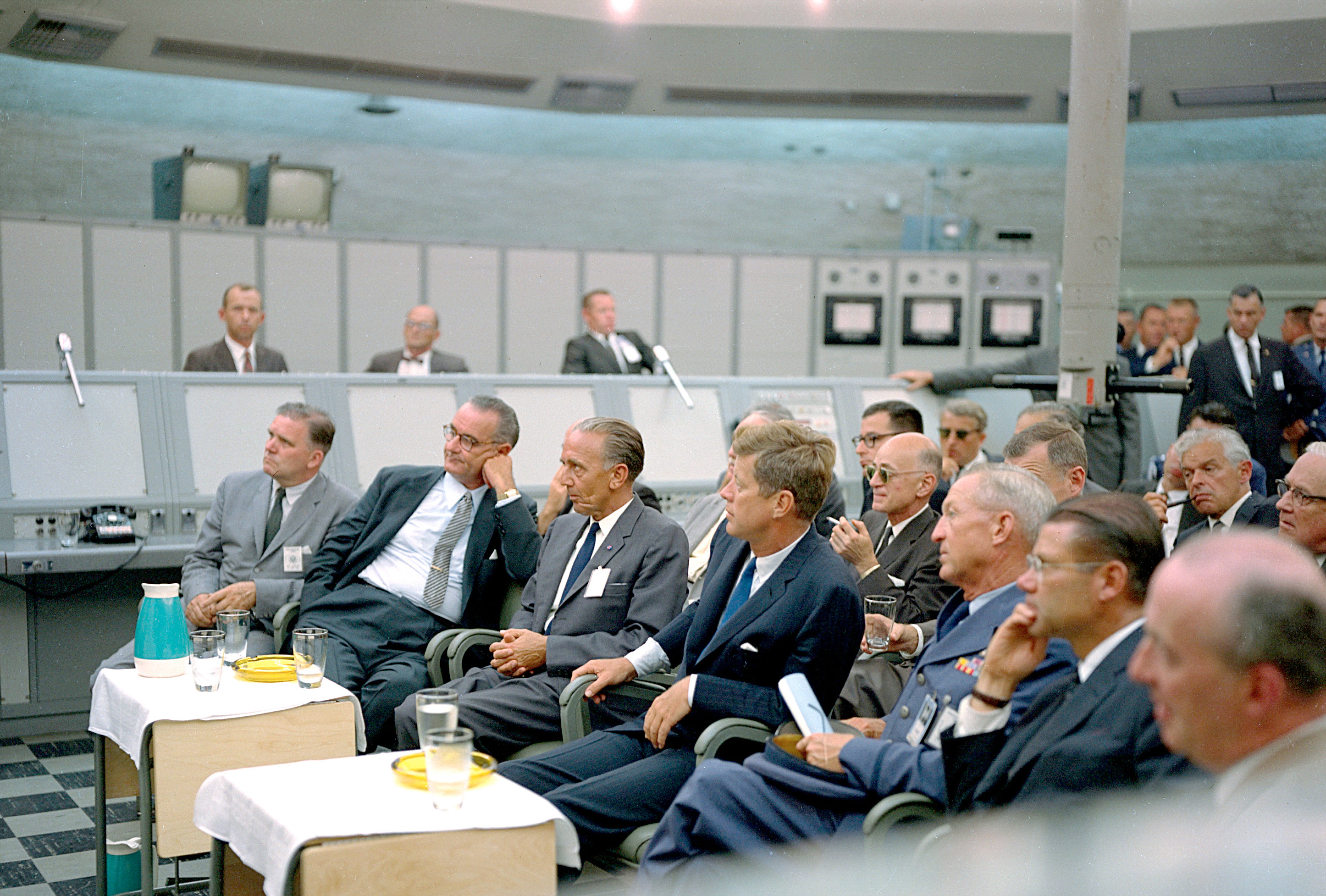
Kennedy le 11 septembre 1962 au complexe de lancement 34, assistant à un briefing de Rocco Petrone, directeur du Launch Operation Center.

Le 25 mai 1961, lors du Special Message to the Congress on Urgent National Needs, le président annonce devant le Congrès des États-Unis le lancement d'un programme qui doit amener des astronautes américains sur le sol lunaire « avant la fin de la décennie ». Les équipes de la National Aeronautics and Space Administration (NASA) avaient indiqué que le débarquement sur la Lune pourrait se faire dès 1967, mais James E. Webb préfère ajouter deux années pour tenir compte d'aléas éventuels.
L'objectif de Kennedy est ainsi l'objectif principal du programme Apollo de la NASA. Cela nécessite l'extension du groupe de travail sur l'espace de la NASA en un centre de plus grande envergure (le futur centre spatial Lyndon B. Johnson). Houston, au Texas, est choisi comme site d'implantation et l'entreprise de raffinage Humble Oil fait don du terrain en 1961, avec l'université Rice comme intermédiaire. Kennedy effectue une visite de deux jours à Houston en septembre 1962 pour visiter les nouvelles installations. Il est escorté par les astronautes Scott Carpenter et John Glenn et se fait présenter des maquettes des vaisseaux spatiaux Gemini et Apollo et le vaisseau spatial Mercury, dans lequel Glenn avait effectué le premier vol orbital américain. Il profite de l'occasion pour prononcer un discours afin de renforcer le soutien à l'effort spatial de la nation.

## Le discours

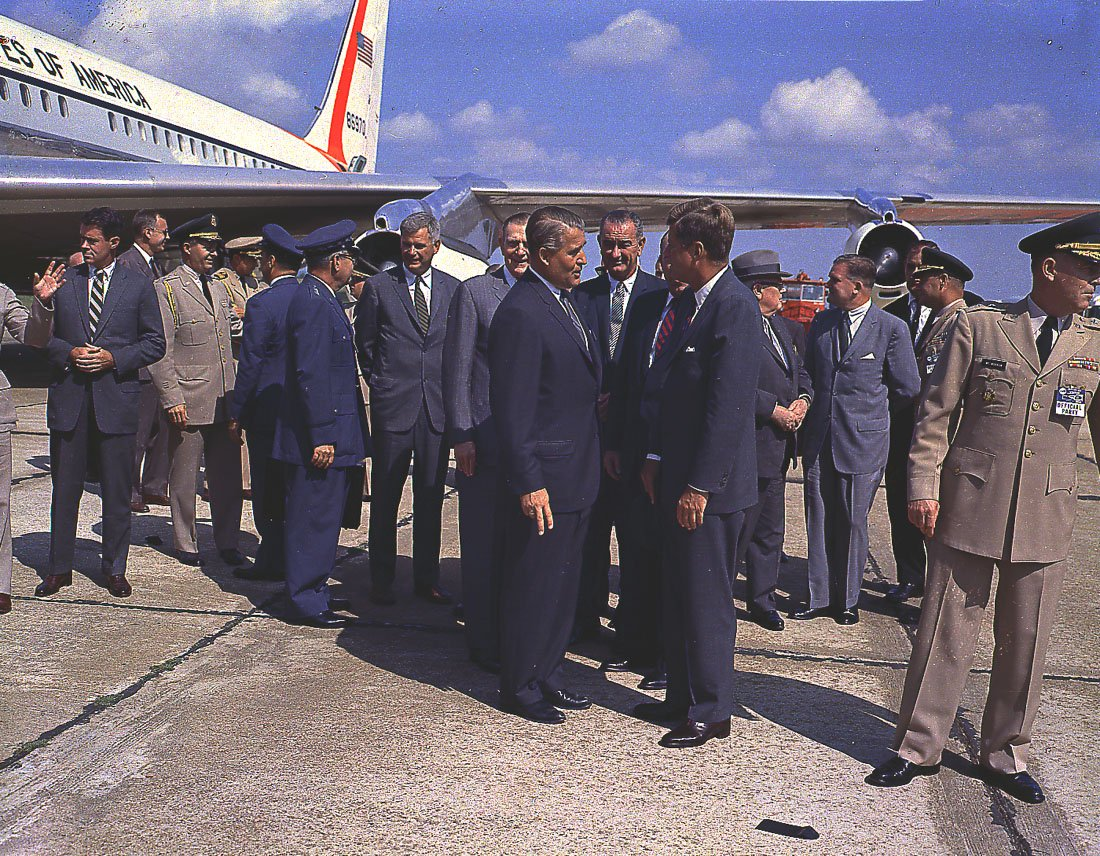
Kennedy le 12 septembre 1962 sur le tarmac du, en route pour le Centre de vol spatial Marshall, avec le directeur Wernher von Braun qui s'entretient avec lui.

Le discours intervient donc dans le cadre d'une série de visites dans des installations spatiales la veille et le jour-même : le Launch Operation Center (futur Central spatial Kennedy) à Cap Canaveral en Floride, le Marshall Space Flight Center à Huntsville en Alabama et le Manned Spacecraft Center (futur Centre spatial Lyndon B. Johnson) à Houston au Texas.
Kennedy s'exprime le 12 septembre 1962 à 10 h devant un public de 35 000 à 40 000 personnes réunies dans le Rice Stadium, le stade de football américain de l'université Rice. Beaucoup de spectateurs sont des élèves de l'école.
Dans ce discours, il confirme l'annonce faite devant le Congrès américain le 25 mai 1961.
Kennedy ouvre son discours en s'adressant à plusieurs personnalités présentes : le président de l'université Rice Kenneth Pitzer, le vice-président des États-Unis Lyndon B. Johnson, le gouverneur du Texas Price Daniel, le représentant du Texas Albert Richard Thomas (en), le sénateur du Wisconsin Alexander Wiley, le représentant de la Californie George Paul Miller (en), l'administrateur de la NASA James E. Webb et le directeur du Bureau de la gestion et du budget David E. Bell (en).
Le discours est resté célèbre sous le nom « We choose to go to the Moon » en raison du passage suivant (marqué par les figures de rhétorique de l'anaphore et de la polysyndète) :
« We choose to go to the Moon. We choose to go to the Moon in this decade and do the other things, not because they are easy, but because they are hard, because that goal will serve to organize and measure the best of our energies and skills, because that challenge is one that we are willing to accept, one we are unwilling to postpone, and one which we intend to win, and the others, too. »
que le John F. Kennedy Presidential Library and Museum traduit ainsi :

« Nous avons choisi d'aller sur la Lune. Nous avons choisi d'aller sur la Lune au cours de cette décennie et d'accomplir d'autres choses encore, non pas parce que c'est facile, mais justement parce que c'est difficile. Parce que cet objectif servira à organiser et à offrir le meilleur de notre énergie et de notre savoir-faire, parce que c'est le défi que nous sommes prêts à relever, celui que nous refusons de remettre à plus tard, celui que nous avons la ferme intention de remporter, tout comme les autres. »

Le texte du discours a été rédigé par Ted Sorensen, plume du président, avec des modifications du président lui-même.

## Rhétorique
Le discours de Kennedy utilise trois stratégies : « une caractérisation de l'espace en tant que frontière […] ; une articulation du temps qui situe l'effort dans un moment historique d'urgence et de vraisemblance ; et une stratégie finale et cumulative qui invite les membres de l'auditoire à se montrer à la hauteur de leur patrimoine pionnier en allant sur la Lune ».

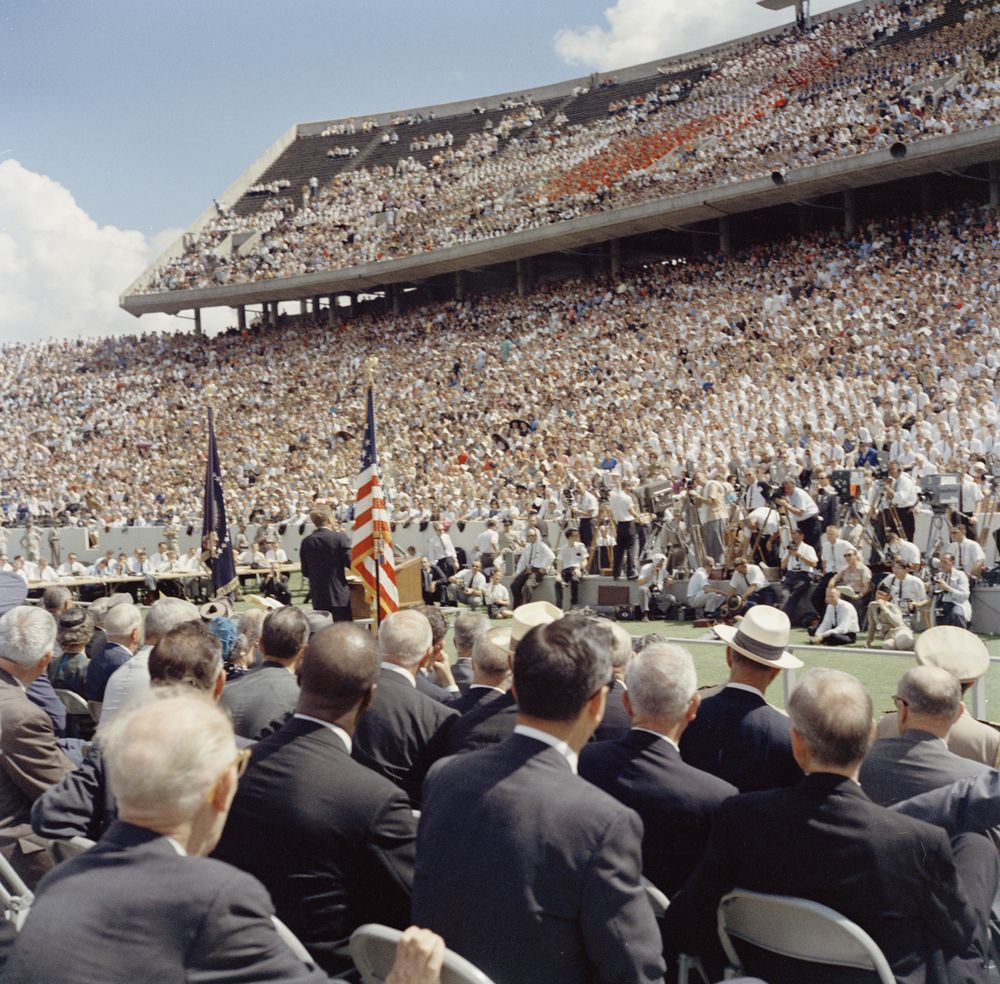
La foule du stade écoutant le discours.

Lorsqu'il s'adresse à la foule de l'université Rice, il assimile le désir d'explorer l'espace à l'esprit pionnier qui domine le folklore américain depuis la fondation de la nation. Cela permet à Kennedy de faire référence à son discours inaugural lorsqu'il a déclaré au monde entier : « Explorons ensemble les étoiles ». Lorsqu'il rencontre Nikita Khrouchtchev, le Premier ministre de l'Union soviétique (en), en juin 1961 à Vienne, Kennedy propose de faire de l'alunissage un projet commun, mais Khrouchtchev ne donne pas suite à cette offre. Il y a une opposition rhétorique dans le discours en faveur d'une extension de la militarisation de l'espace.
Kennedy condense verbalement l'histoire humaine à cinquante ans, au cours desquels « nous n'avons développé la pénicilline, la télévision et le nucléaire que la semaine dernière, et si le nouveau vaisseau spatial américain parvient à atteindre Vénus,, nous aurons littéralement atteint les étoiles avant minuit ce soir »,. Avec cette métaphore élargie, Kennedy cherche à insuffler un sentiment d'urgence et de changement dans son auditoire. Plus particulièrement, la phrase « Nous choisissons d'aller sur la Lune » dans le discours de Rice est répétée trois fois de suite, suivie d'une explication selon laquelle le défi de l'espace est « un défi que nous sommes prêts à accepter, un que nous ne sommes pas disposés à reporter, et un que nous avons l'intention de gagner »,.
Tenant compte de ce qui précède avant de demander de manière rhétorique aux spectateurs pourquoi ils choisissent de rivaliser dans des tâches qui les mettent au défi, Kennedy souligne la nature de la décision de se rendre dans l'espace comme un choix, une option que le peuple américain a choisi de poursuivre. Plutôt que de prétendre que cela est essentiel, il souligne les avantages qu'une telle entreprise peut offrir : l'union de la nation et son aspect concurrentiel. Comme Kennedy l'a dit plus tôt au Congrès des États-Unis, « tout ce que l'humanité doit entreprendre, les hommes libres doivent pleinement participer »,. Ces mots insistent sur la liberté dont disposent les Américains pour choisir leur destin plutôt que de le subir. Combinés à l'utilisation générale par Kennedy des dispositifs rhétoriques dans le discours de l'université Rice, ils sont particulièrement appropriés en tant que déclaration qui lance la course américaine à l'espace.

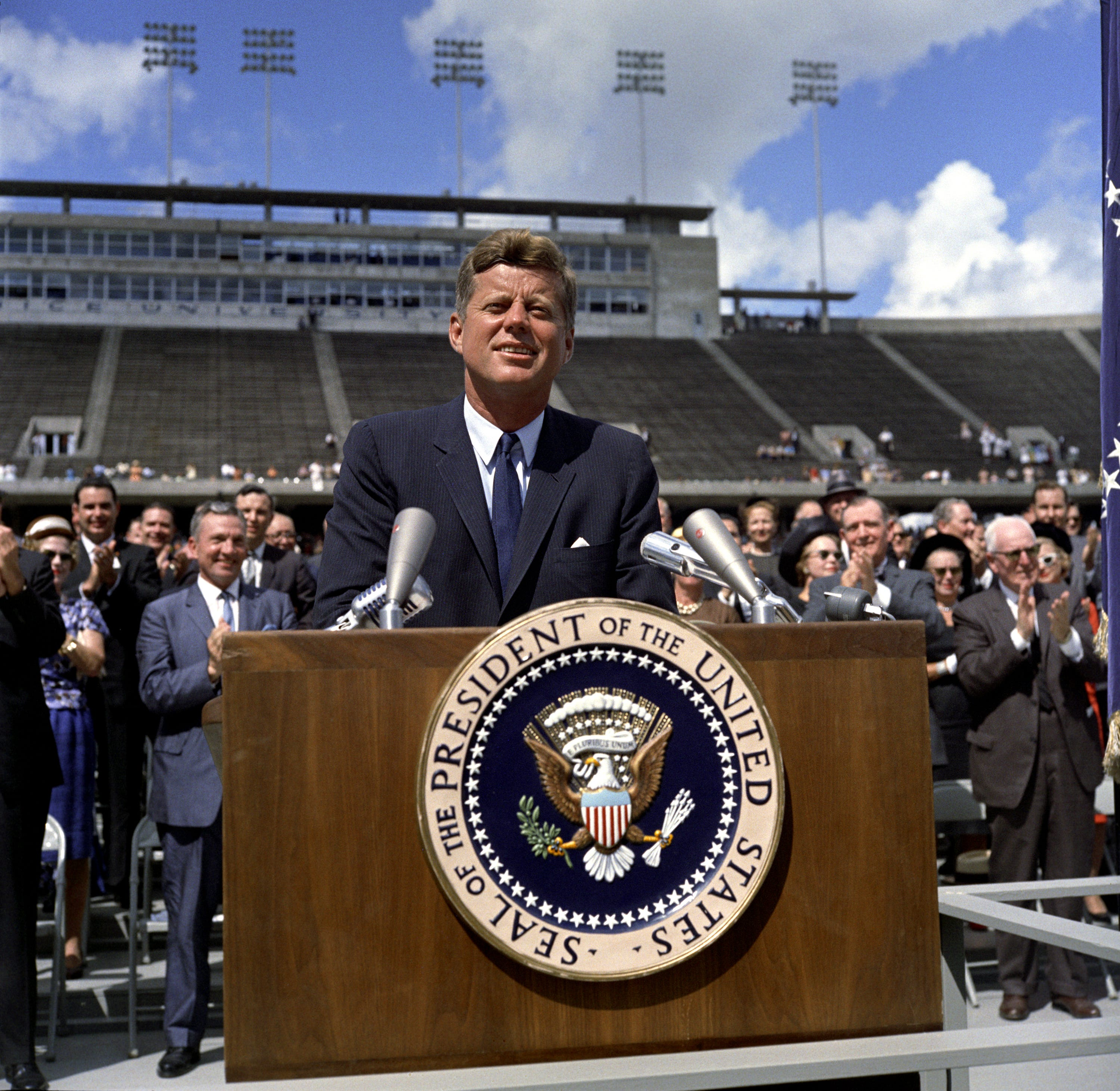
Kennedy lors du discours.

Kennedy peut décrire une notion romantique d'espace dans le discours, auquel tous les citoyens des États-Unis et même du monde peuvent participer, augmentant considérablement le nombre de citoyens intéressés par l'exploration spatiale. Il inculque le rêve de l'espace au public en l'informant que ce rêve est réalisable. Il utilise aussi le pronom personnel neutre et pluriel « nous » pour représenter tous les peuples du monde qui pourraient prétendre à explorer l'espace ensemble, tout en impliquant également la foule présente.
Une plaisanterie glissée dans le discours fait référence à la rivalité sportive entre les équipes de football américain de l'université Rice (les Owls de Rice) et de l'université du Texas à Austin (les Longhorns du Texas). Résultant d'un ajout directement à la main par Kennedy dans le texte du discours, elle constitue la partie du discours dont les fans de sport se souviennent. Plus tard dans le discours, Kennedy fait également une blague à propos de la chaleur, puisque le temps est radieux. Les blagues suscitent les applaudissements et les rires du public. Bien que ces commentaires aient peut-être diminué le pouvoir rhétorique du discours et ne résonnent pas en dehors de l'État du Texas, ils rappellent le rôle joué par le Texas dans la course à l'espace.

## Suites
Un an plus tard, Kennedy propose de nouveau aux Soviétiques, dans l'enceinte de l'Organisation des Nations unies (ONU), une collaboration dans le domaine de l'exploration spatiale, plutôt qu'une concurrence. Kennedy est gêné par les échos dans la presse du coût du projet Apollo pour le peu de résultats obtenus, ainsi que des risques sur sa réélection. L'URSS, accumulant à cette époque les succès spatiaux et ne souhaitant pas divulguer ses secrets, ne donne pas suite.

Buzz Aldrin sur la Lune en juillet 1969.

L'idée d'une mission conjointe sur la Lune est abandonnée après la mort de Kennedy en 1963 puis avec le départ du président du Conseil des ministres d'URSS Nikita Khrouchtchev en 1964, lequel commençait à infléchir sa position selon Sergueï Khrouchtchev, son fils. Le programme Apollo devient un hommage pour le président américain assassiné.

## Postérité
L'objectif de Kennedy est atteint le 21 juillet 1969 avec les astronautes Neil Armstrong et Buzz Aldrin se posant sur la Lune lors de la mission Apollo 11. Cet accomplissement reste un héritage du discours de Kennedy, mais son échéance exige une focalisation nécessairement précise, sans indiquer l'étape suivante. Le programme Apollo n'inaugure pas une ère durable d'exploration lunaire et aucune autre mission n'est envoyée sur la Lune après Apollo 17 en 1972. Les missions planifiées ultérieures sont annulées.
Les projets suivants de navette spatiale et de station spatiale internationale ne captent jamais l'imagination du public comme l'avait fait le programme Apollo, et la NASA a du mal à concrétiser sa vision avec des ressources insuffisantes. De nouvelles visions ambitieuses de l'exploration spatiale sont proclamées par les présidents George H. W. Bush en 1989, George W. Bush en 2004 et Donald Trump en 2017, mais l'avenir du programme spatial américain reste incertain.